# گرجی (ازنا)
گرجی یکی از روستاهای استان لرستان است که در بخش مرکزی شهرستان ازنا قرار دارد. گرجی در دهستان پاچه‌لک غربی واقع شده‌است.